# 대한송유관공사
대한송유관공사(大韓送油管公社)는 대한민국의 기업이다. 대한민국의 송유관 소유 및 운영을 위해 설립되었으며 2001년 정부지분을 정유사별로 분할매각하여 민영화되었다. 주한미군의 송유관도 수탁 관리한다.

## 연혁
- 1990년 1월 : 설립
- 1990년 12월 : 경인송유관 착공
- 1991년 12월 : 남북송유관 착공
- 1992년 12월 : 경인송유관 준공
- 2001년 1월 28일 : 민영화

## 사건
- 고양 저유소 유증기 폭발 사고